# Trace Gospel
Pour les articles homonymes, voir Trace et Gospel (homonymie).
Trace Gospel  est une chaîne de télévision française de musique gospel du groupe Trace Partners. Son siège social et ses locaux sont situés à Clichy en France.

## Histoire
Piero Battery, un chanteur chrétien évangélique de gospel français, s'est associé à  Trace Partners pour ce projet. La chaîne est officiellement lancée le 23 novembre 2015 en France. En janvier 2016, elle est diffusée aux États-Unis . En août 2016, elle devient accessible aux Caraïbes .
En 2018, Trace et Thema, filiale de Canal+ International, ont scellé un accord pour le rapprochement de Trace Gospel et de Gospel Music TV sous l’appellation Trace Gospel,

## Programmation
La programmation présente divers styles de musique gospel, comme le RnB Gospel et le Hip-hop Gospel, des concerts et des événements .

### Émissions
- Best Africa 10
- Hit 10
- Hit 30
- Hits Non Stop
- Hits & Lyrics
- French Gospel
- Kitoko Gospel
- Jama Gospel
- Gospel by Night
- Naija Gospel
- MBOA Gospel
- Ivoire Gospel
- Praise Vibes
- Sounds of Africa
- Sounds of The US
- New
- Morning Live
- US Hit
- Urban Mood
- Wake Up